# Distrito de Kitasōma (Ibaraki)

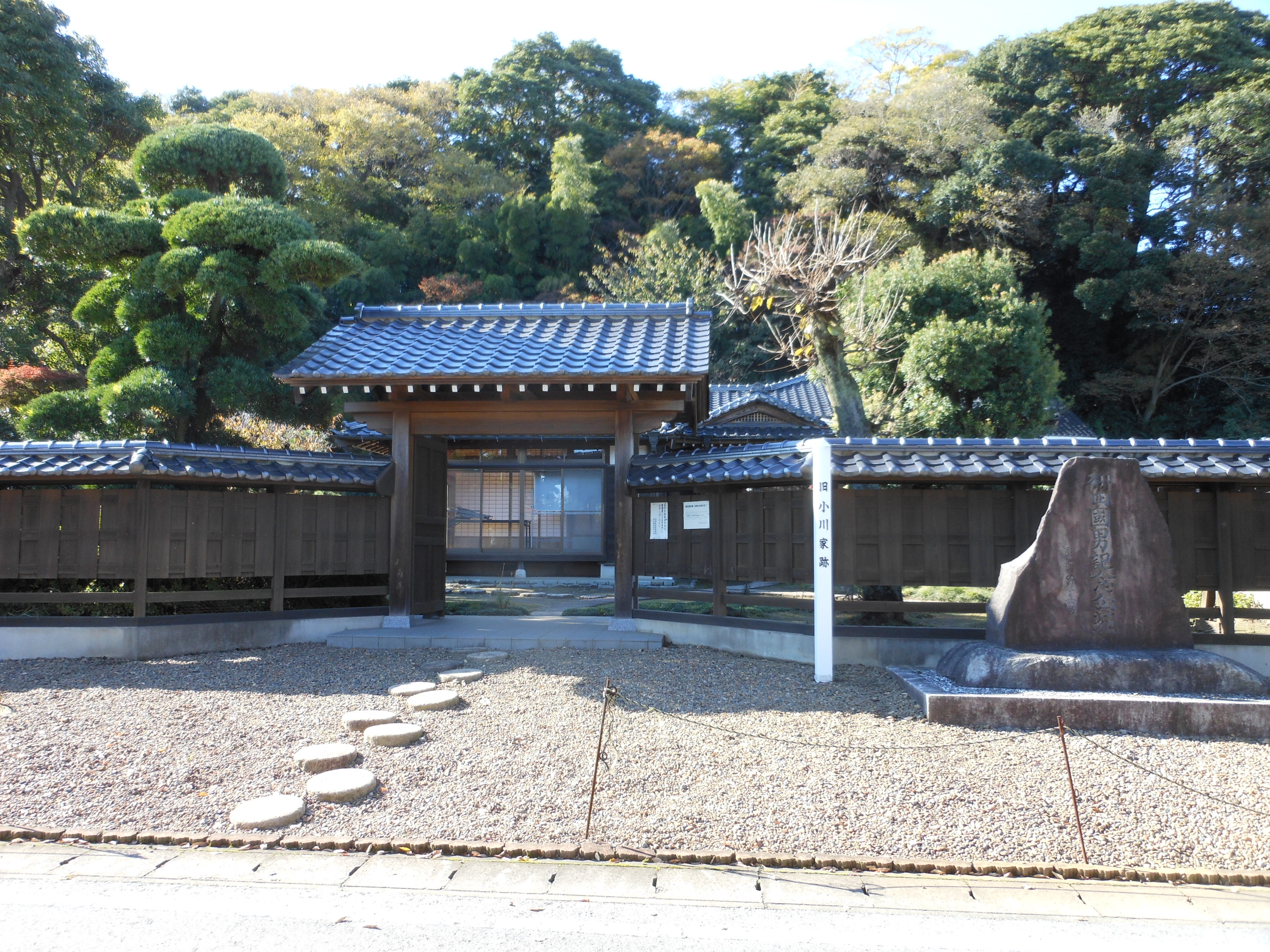
Jardín público Yanagida Kuni en Tone

 Distrito de Kitasōma  (那珂郡  Kitasōma -gun?) es un distrito de la Prefectura de Ibaraki en Japón.

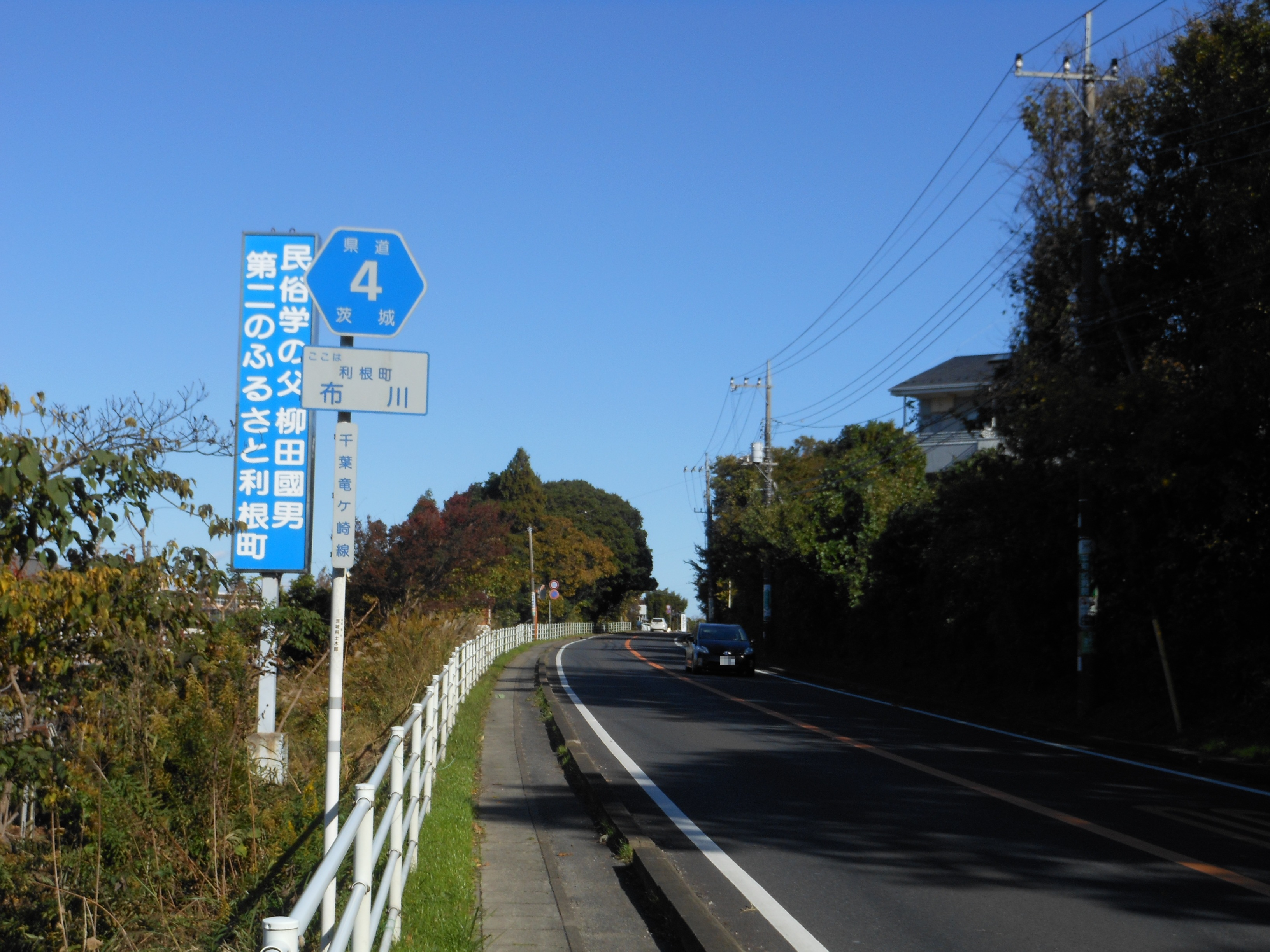
Ruta Prefectural 4 en el barrio Fukawa de Tone

El Distrito de Kitasōma  tiene la misma extensión que la localidad de Tone (Ibaraki) ; tras las últimas desmembraciones ocurridas el 1 de octubre de 1970 cuando Toride se convirtió en ciudad, el 2 de febrero de 2002 cuando Moriya se convirtió en ciudad, y el
28 de marzo de 2005 cuando Fujishiro (藤代町 Fujishiro-machi) se fusionó con la ciudad de Toride.
Al 1 de diciembre de 2013, tenía una  población de 16.872 habitantes y una densidad poblacional de 678 personas por km². La superficie total es de 24,90 km².